# آذر پژوهش
آذر پژوهش (زاده هشتم آذر ۱۳۱۹) از پیشکسوتان رادیو در ایران و یکی از گویندگان برنامه «گلها» است.

## زندگی‌نامه
ایشان از یک پدر و مادر فرهنگی در شهرستان تویسرکان 
زاده شد. او در خاطراتش می‌گوید  ۵ ساله که بودم، پشت میکروفون رفته و شعر از حفظ می‌خواندم؛ و اولین شعری که حفظ کرده شعر (اشک یتیم) پروین بود که در مدرسه خوانده و آقای آذر، وزیر فرهنگ وقت به او گلدانی نقره‌ای هدیه می‌کند. پدرش رئیس اداره فرهنگ و مادرش معلم زبان انگلیسی بود. او پس از ازدواج به همراه شوهر خود به ارومیه سفر می‌کند و اولین بار گویندگی را در رادیو ارومیه با اخبار در سال ۱۳۳۶ شروع کرد. چند سال بعد فرزند او بیمار شده و او مجبور به عزیمت به تهران می‌گردد و در تهران ضمن گویندگی خبر در برنامه گل‌ها مجری و گوینده می‌شود. آذر پژوهش هم‌اکنون در فرانسه زندگی می‌کند.